# Girolamo Borro
Girolamo Borro, o Borri, latinizzato come Hieronymus Borrius (Arezzo, 1512 – Perugia, 26 agosto 1592), è stato un teologo italiano, umanista rinascimentale molto controverso e discusso già ai suoi tempi.

## Biografia
Nacque ad Arezzo nel 1512, venne avviato agli studi filosofici dal teologo Stefano Bonucci, generale dei serviti e allievo di Pomponazzi. Probabilmente, nel 1535, conseguì la laurea a Padova  in filosofia, medicina e teologia. Ad avvalorare la tesi che svolse gli studi nel Veneto alcuni scambi epistolari con l'Aretino, a cui Borro chiese amicizia e favori.
Dopo la laurea, fu posto sotto la tutela e la guida del cardinale Giovanni Salviati, svolgendo l'incarico di teologo personale per 16 anni, presumibilmente fino al 1537. Dal 1540 viaggiò tra Padova, Arezzo e Roma, dove si fermò per un incarico di docenza. Nel 1548 si trasferì a Parigi.
Nel 1550 rientrò a Roma per partecipare al conclave che vide l'elezione di papa Giulio III e in cui il Salviati fu dato come favorito dei cardinali francofili.
Un anno dopo, nel 1551, con dispaccio ufficiale del 29 aprile, venne incarcerato con l'accusa di eresia, dando così l'avvio a una serie di vicende che lo portarono alla presenza del tribunale dell'Inquisizione. Tuttavia l'incidente dovette risolversi per il meglio, infatti nel 1553, dopo la morte di Salviati, Borro venne chiamato a ricoprire la cattedra di filosofia allo Studio di Pisa, affiancando Selvaggio Ghettini. Qui si fermò fino al 1559, ma proprio in quegli anni ripresero le controversie con l'Inquisizione.
Nel 1575 venne nominato professore straordinario in filosofia e la questione sollevò feroci invettive contro di lui. I concorrenti alla cattedra si coalizzarono screditandolo e contestando la validità del suo dottorato; di contro Borro scrisse al granduca Francesco I de Medici, ma il risultato fu che gli scontri si moltiplicarono; i suoi accusatori fecero firmare una petizione agli studenti in cui reclamavano la cattedra per il Verino. Nel 1577 anche il medico A. Caniuzio, entrato in possesso a sua volta di titolo di straordinario, insorgeva contro Borro indicandolo come causa principale dell'odio contro di lui.
Pur risultando inviso ai colleghi, la docenza di Borro continuò e le sue opere vennero citate da Galileo Galilei, che in uno dei suoi scritti, il De motu, lo definì un seguace di Averroè, e annoverò l'opera Flusso e reflusso del mare tra quelle correnti in ambiente peripatetico. Probabilmente Galilei apprese alcune obiezioni capitali alla dinamica aristotelica, quali la teoria di Avempace, tramite le opere di Borro.
Nel 1583 Borro venne incarcerato a Roma con l'accusa di eresia insieme a due altri lettori pisani, forse per una lettura troppo eterodossa di Aristotele, a cui andavano ad aggiungersi le accuse e l'odio creatosi intorno alla sua persona e le inique interpretazioni del suo insegnamento. Fu l'intervento di papa Gregorio XIII a salvarlo e a restituirgli la libertà.
Nel 1586, cacciato dallo Studio pisano, si trasferì a Perugia, dove insegnò all'Università fino a giorno della sua morte avvenuta all'età di 82 anni il 26 agosto 1592.

## Del flusso e reflusso del mare

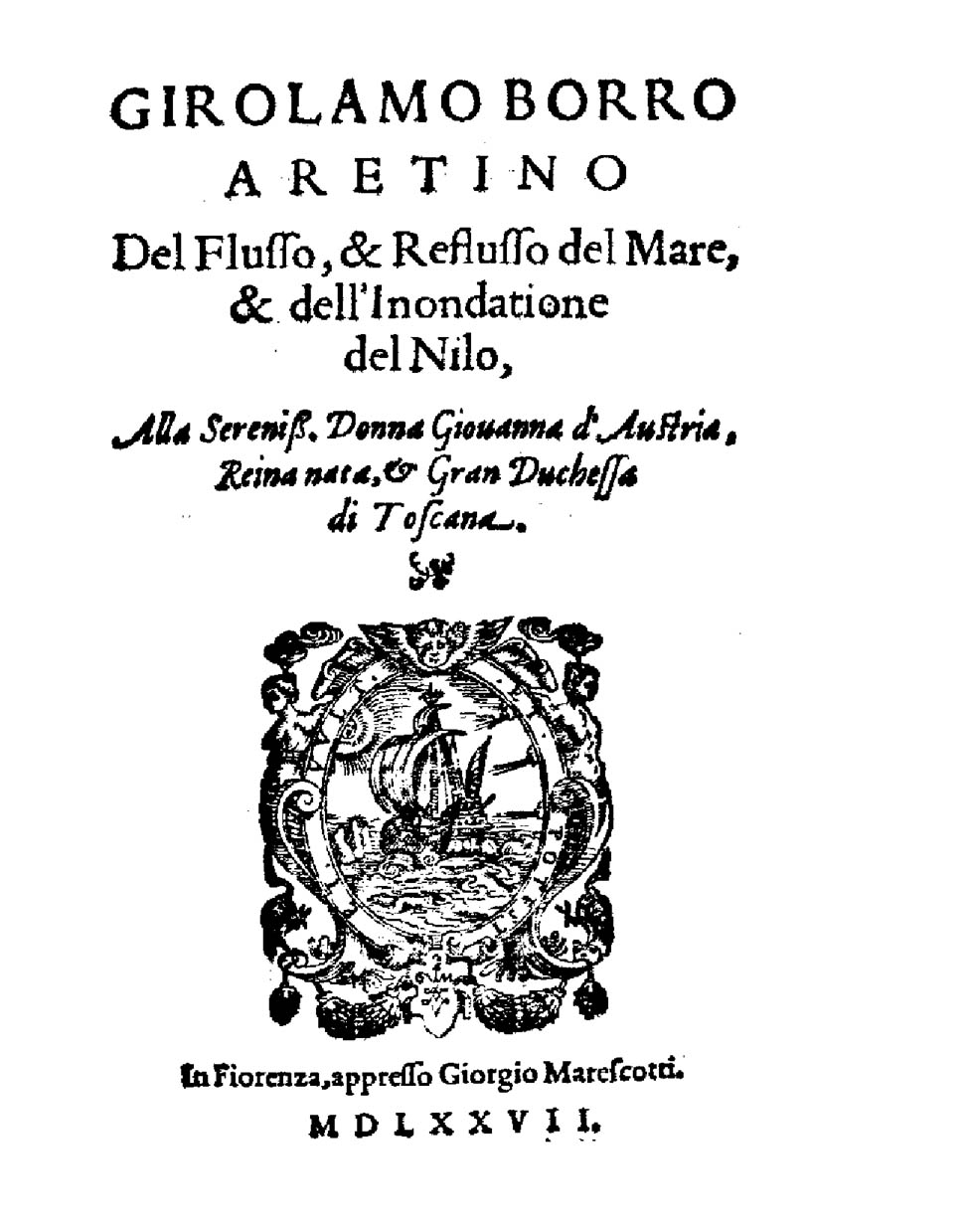
Del flusso, & reflusso del mare

Nel 1561 Borro pubblicò a Lucca l'opera Del flusso e reflusso del mare, in forma di dialogo tra se stesso, Giovanna d'Austria, a cui è dedicata l'opera, G. Acciaiuoli, il conte Polidoro e A. Neroni.
In apertura dichiara il proprio dispregio della tradizione letteraria toscana, definendosi estimatore di quella latina e grande ammiratore degli Arabi e dei Greci, in particolar modo un cultore di Aristotele e Platone.
L'opera tende a dimostrare la teoria delle maree. Infatti procede dall'esposizione cosmologica aristotelica in cui trovano posto temi e dottrine care alla tradizione araba e neoplatonica, dalla quale elimina ogni aspetto magico e astrologico.
Borro tenta di dedurre razionalmente, seguendo i principî naturali, la causa delle maree, individuando nella luce, nel calore e nel moto dei raggi lunari la causa determinante del fenomeno. I raggi lunari colpendo le acque marine provocano l'innalzamento delle masse d'acqua, perciò, quanto più la Luna salirà sull'orizzonte tanto più i suoi raggi colpiranno l'acqua profonda obbligandola gradualmente a gonfiarsi. Una teoria razionalistica e una spiegazione meccanica, nei limiti della scienza del tempo.

## De motu gravium et levium
Nel periodo delle accuse pisane, proprio per dar prova dei suoi meriti pubblicò a Firenze nel 1575 il De motu gravium et levium. L'opera è dedicata al granduca Francesco I, al cardinale Ferdinando de' Medici e a Pier Vettori.
Borro propone l'esposizione della teoria dei moti elementari attraverso una precisa analisi delle principali nozioni della fisica e metafisica aristotelica, seguendo la tradizione dei commentatori greco-arabi, primo tra tutti Averroè. Prende le distanze dalla tradizione scolastica, mentre affronta le teorie fisiche dei presocratici e degli atomisti.

## Opere
- (LA) De motu grauium, & leuium, Firenze, Giorgio Marescotti, 1575.
- Del flusso, & reflusso del mare, & dell'inondatione del Nilo, Firenze, Giorgio Marescotti, 1577.
- (LA) De peripatetica docendi atque addiscendi methodo, Firenze, Bartolomeo Sermartelli, 1584.